# スコット郡 (カンザス州)
スコット郡（英: Scott County）は、アメリカ合衆国カンザス州の西部に位置する郡である。2010年国勢調査での人口は4,936人であり、2000年の5,120人から3.6%減少した。郡庁所在地はスコットシティ市（人口3,816人）であり、同郡で人口最大の都市でもある。郡名は米墨戦争の英雄であるウィンフィールド・スコットに因んで名付けられた。

## 法と政府
スコット郡はアルコールを禁じる、すなわち「ドライ」の郡である。1986年にカンザス州憲法が修正され、住民は投票で個人が嗜むアルコール飲料の販売を承認できることになったが、ドライを維持している。アルコール飲料は酒店でのみ販売されており、グロサリーストアでは3.2%のシリアル・モルト飲料が売られている。

## 地理
アメリカ合衆国国勢調査局に拠れば、郡域全面積は717.64平方マイル (1,858.7 km2)であり、このうち陸地は717.52平方マイル (1,858.4 km2)、水域は0.12平方マイル (0.31 km2)で水域率は0.02%である。

### 隣接する郡
- ゴーヴ郡 - 北東
- レーン郡 - 東
- フィニー郡 - 南
- カーニー郡 - 南西
- ウィチタ郡 - 西
- ローガン郡 - 北西

## 人口動態

人口ピラミッド

以下は2000年の国勢調査による人口統計データである。
| 基礎データ - 人口: 5,120人 - 世帯数: 2,045 世帯 - 家族数: 1,435 家族 - 人口密度: 3人/km2（7人/mi2） - 住居数: 2,291軒 - 住居密度: 1軒/km2（3軒/mi2） 人種別人口構成 - 白人: 95.47% - アフリカン・アメリカン: 0.10% - ネイティブ・アメリカン: 0.55% - アジア人: 0.12% - その他の人種: 2.75% - 混血: 1.02% - ヒスパニック・ラテン系: 6.31% 年齢別人口構成 - 18歳未満: 27.1% - 18-24歳: 6.6% - 25-44歳: 25.3% - 45-64歳: 24.4% - 65歳以上: 16.5% - 年齢の中央値: 39歳 - 性比（女性100人あたり男性の人口） - 総人口: 97.1 - 18歳以上: 94.4 | 世帯と家族（対世帯数） - 18歳未満の子供がいる: 33.3% - 結婚・同居している夫婦: 61.0% - 未婚・離婚・死別女性が世帯主: 6.7% - 非家族世帯: 29.8% - 単身世帯: 27.3% - 65歳以上の老人1人暮らし: 13.6% - 平均構成人数 - 世帯: 2.46人 - 家族: 3.01人 収入と家計 - 収入の中央値 - 世帯: 40,534米ドル - 家族: 50,549米ドル - 性別 - 男性: 32,166米ドル - 女性: 20,221米ドル - 人口1人あたり収入: 20,433米ドル - 貧困線以下 - 対人口: 5.1% - 対家族数: 2.1% - 18歳未満: 6.0% - 65歳以上: 8.1% |

## 都市と町

### 法人化された都市
都市名の後の数字は2010年国勢調査での人口を示す。
- スコットシティ, 3,816 - 郡庁所在地

## その他の町
- シェヴロン
- グリッグストン
- ハッチンス
- マニング
- モドック
- ペンス
- シャローウォーター
- トラクター

## 郡区
スコット郡は7の郡区に分けられている。スコットシティ市は「政治的に独立」と見なされ、下記郡区の数字からは外されている。下表で「人口中心」は最大都市であり、特に大きな数字でなければ、郡区の人口に含まれるものである。

## 教育

### 統一教育学区
- スコット郡 USD 466

## 公共図書館
スコット郡公共図書館はスコットシティの110西8番にある。カンザス州では最初の無料公共図書館だった。1923年9月に運営を開始し、開設した日には5人の図書館委員がそれぞれ自分のために1冊と夫のために1冊を借り出し、合計10冊を借り出した。クレッチャー材木会社の事務棟の2階の2室が図書館のために供された。木材置き場の所有者L・W・クレッチャーは、部屋にペンキを塗り、ストーブ、書棚、戸棚、灯りを備え、賃料無しで図書館を応援した。1924年11月、図書館を郡の予算で賄うことにする住民投票が提案された。新しく建設された郡庁舎の地下室の1室が図書館のために確保され、当時は蔵書が861冊になった。郡庁舎の図書館は1925年7月に公開された。1964年に110西8番に建設された図書館専用の建物ができるまで、この郡庁舎地下の図書館が使われていた。この新館は床面積が4,150平方フィート (385 m2) あり、660平方フィート (61 m2) の集会室も郡民が利用できた。2004年、スコット郡図書館理事会は図書館建物を7,350フィート (2,240 m) 延伸するための資金集めを始めた。この拡張と改修によって2009年5月には12,160平方フィート (1,130 m2) の建物が完成した。